# Rajd Polski 1992
Rajd Polski 1992 (49. Rajd Polski) – 49. edycja Rajdu Polski. Rozgrywany był od 5 do 7 czerwca 1992 roku. Bazą rajdu był Wrocław. Rajd był dwudziestą rundą Rajdowych Mistrzostw Europy w roku 1992, a także czwartą rundą Rajdowych Samochodowych Mistrzostw Polski w roku 1992.

## Zwycięzcy odcinków specjalnych[2]
| Dzień     | Numer odcinka | Nazwa odcinka                   | Długość  | Zwycięzca odcinka                                           | Nr Sam. | Samochód                                       | Czas  | Śr. pr. |
| --------- | ------------- | ------------------------------- | -------- | ----------------------------------------------------------- | ------- | ---------------------------------------------- | ----- | ------- |
| 5 czerwca | OS1           | G.P.Sobótka                     | 4.00 km  | Patrick Snijers Dany Colebunders Erwin Weber Manfred Hiemer | 1 2     | Ford Sierra Cosworth 4x4 Mitsubishi Galant VR4 | 2:10  | 110.77  |
| 5 czerwca | OS2           | Księgnice Małe – Sulistrowiczki | 11.04 km | Erwin Weber Manfred Hiemer                                  | 2       | Mitsubishi Galant VR4                          | 5:17  | 125.38  |
| 5 czerwca | OS3           | Jodłownik – Srebrna Góra        | 20.06 km | Erwin Weber Manfred Hiemer                                  | 2       | Mitsubishi Galant VR4                          | 9:52  | 121.99  |
| 5 czerwca | OS4           | Żdanów – Młynów                 | 13.60 km | Erwin Weber Manfred Hiemer                                  | 2       | Mitsubishi Galant VR4                          | 6:58  | 117.12  |
| 5 czerwca | OS5           | Nowa Bystrzyca – Mostowice      | 20.62 km | Erwin Weber Manfred Hiemer                                  | 2       | Mitsubishi Galant VR4                          | 11:48 | 104.85  |
| 5 czerwca | OS6           | Jeleniów – Radków               | 22.59 km | Patrick Snijers Dany Colebunders                            | 1       | Ford Sierra Cosworth 4x4                       | 10:58 | 123.59  |
| 5 czerwca | OS7           | Włodowice – Świerki             | 8.73 km  | Patrick Snijers Dany Colebunders                            | 1       | Ford Sierra Cosworth 4x4                       | 4:29  | 116.83  |
| 5 czerwca | OS8           | Ludwikowice – Kamionki          | 14.89 km | Patrick Snijers Dany Colebunders                            | 1       | Ford Sierra Cosworth 4x4                       | 7:18  | 122.38  |
| 5 czerwca | OS9           | Rościszów – Lubachów            | 23.03 km | Erwin Weber Manfred Hiemer                                  | 2       | Mitsubishi Galant VR4                          | 12:31 | 110.40  |
| 5 czerwca | OS10          | Jodłownik – Srebrna Góra        | 20.06 km | Erwin Weber Manfred Hiemer                                  | 2       | Mitsubishi Galant VR4                          | 9:58  | 120.76  |
| 5 czerwca | OS11          | Żdanów – Młynów                 | 13.60 km | Erwin Weber Manfred Hiemer                                  | 2       | Mitsubishi Galant VR4                          | 6:57  | 117.41  |
| 5 czerwca | OS12          | Nowa Bystrzyca – Mostowice      | 20.62 km | Erwin Weber Manfred Hiemer                                  | 2       | Mitsubishi Galant VR4                          | 12:42 | 97.42   |
| 5 czerwca | OS13          | Jeleniów – Radków               | 22.59 km | Erwin Weber Manfred Hiemer                                  | 2       | Mitsubishi Galant VR4                          | 11:52 | 114.22  |
| 5 czerwca | OS14          | Włodowice – Świerki             | 8.73 km  | Patrick Snijers Dany Colebunders                            | 1       | Ford Sierra Cosworth 4x4                       | 4:33  | 115.12  |
| 5 czerwca | OS15          | Ludwikowice – Kamionki          | 14.89 km | Robert Droogmans Ronny Joosten                              | 3       | Ford Sierra Cosworth 4x4                       | 8:04  | 110.75  |
| 5 czerwca | OS16          | Rościszów – Lubachów            | 23.03 km | Erwin Weber Manfred Hiemer                                  | 2       | Mitsubishi Galant VR4                          | 12:58 | 106.57  |
| 6 czerwca | OS17          | G.P.Sobótka – Sulistrowiczki    | 17.67 km | Patrick Snijers Dany Colebunders                            | 1       | Ford Sierra Cosworth 4x4                       | 9:15  | 114.62  |
| 6 czerwca | OS18          | Jodłownik – Srebrna Góra        | 20.06 km | Erwin Weber Manfred Hiemer                                  | 2       | Mitsubishi Galant VR4                          | 9:55  | 121.37  |
| 6 czerwca | OS19          | Żdanów – Młynów                 | 13.60 km | Patrick Snijers Dany Colebunders                            | 1       | Ford Sierra Cosworth 4x4                       | 6:58  | 117.13  |
| 6 czerwca | OS20          | Nowa Bystrzyca – Mostowice      | 20.62 km | Erwin Weber Manfred Hiemer                                  | 2       | Mitsubishi Galant VR4                          | 12:44 | 97.44   |
| 6 czerwca | OS21          | Jeleniów – Radków               | 22.59 km | Robert Droogmans Ronny Joosten                              | 3       | Ford Sierra Cosworth 4x4                       | 13:17 | 102.04  |
| 6 czerwca | OS22          | Włodowice – Świerki             | 8.73 km  | Robert Droogmans Ronny Joosten                              | 3       | Ford Sierra Cosworth 4x4                       | 5:03  | 103.72  |
| 6 czerwca | OS23          | Ludwikowice – Kamionki          | 14.89 km | Erwin Weber Manfred Hiemer                                  | 2       | Mitsubishi Galant VR4                          | 7:56  | 112.6   |
| 6 czerwca | OS24          | Rościszów – Lubachów            | 23.03 km | Robert Droogmans Ronny Joosten                              | 3       | Ford Sierra Cosworth 4x4                       | 14:27 | 95.63   |

## Wyniki końcowe rajdu
| Miejsce                        | Kierowca                     | Pilot                        | Samochód                     | Czas                         | Strata                       |                              |
| Klasyfikacja generalna i ERC   | Klasyfikacja generalna i ERC | Klasyfikacja generalna i ERC | Klasyfikacja generalna i ERC | Klasyfikacja generalna i ERC | Klasyfikacja generalna i ERC | Klasyfikacja generalna i ERC |
| ------------------------------ | ---------------------------- | ---------------------------- | ---------------------------- | ---------------------------- | ---------------------------- | ---------------------------- |
| 1                              | Erwin Weber                  | Manfred Hiemer               | Mitsubishi Galant VR4        | 3:39:08                      | –                            |                              |
| 2                              | Robert Droogmans             | Ronny Joosten                | Ford Sierra Cosworth 4x4     | 3:42:42                      | +3:34                        |                              |
| 3                              | Marian Bublewicz             | Ryszard Żyszkowski           | Ford Sierra Cosworth 4x4     | 3:50:49                      | +11:41                       |                              |
| 4                              | Jens Mulvad                  | Freddy Pedersen              | Toyota Celica Turbo 4WD      | 4:04:04                      | +24:56                       |                              |
| 5                              | Kurt Goettlicher             | Werner Jahrbacher            | Ford Sierra Cosworth 4x4     | 4:05:35                      | +26:27                       |                              |
| 6                              | Hermann Gassner              | Harald Brock                 | Mitsubishi Galant VR-4       | 4:07:29                      | +28:21                       |                              |
| 7                              | Kurt Victor                  | Geert Derammelaere           | BMW M3                       | 4:08:46                      | +29:38                       |                              |
| 8                              | Andrzej Koper                | Maciej Wisławski             | Volkswagen Golf GTi 16V      | 4:11:09                      | +32:01                       |                              |
| 9                              | Wiesław Stec                 | Artur Skorupa                | Mitsubishi Galant VR-4       | 4:13:32                      | +34:24                       |                              |
| 10                             | Vital Budo                   | Andre Malais                 | Renault Clio 16V             | 4:14:03                      | +34:55                       |                              |
| Klasyfikacja mistrzostw Polski |                              |                              |                              |                              |                              |                              |
| 1                              | Marian Bublewicz             | Ryszard Żyszkowski           | Ford Sierra Cosworth 4x4     | 3:50:49                      | 0.0                          |                              |
| 2                              | Andrzej Koper                | Maciej Wisławski             | Volkswagen Golf GTi 16V      | 4:11:09                      | +20:20                       |                              |
| 3                              | Wiesław Stec                 | Artur Skorupa                | Mitsubishi Galant VR-4       | 4:13:32                      | +22:43                       |                              |
| 4                              | Waldemar Doskocz             | Małgorzata Zemlińska         | Volkswagen Golf II GTi 16V   | 4:41:55                      | +51:06                       |                              |
| 5                              | Jerzy Panicz                 | Mieczysław Flisowski         | Toyota Corolla 1600 GT       | 4:42:43                      | +51:54                       |                              |
| 6                              | Piotr Kufrej                 | Jarosław Baran               | Toyota Corolla GT            | 4:42:46                      | +51:57                       |                              |
| 7                              | Cezary Fuchs                 | Mikołaj Madej                | Opel Kadett GSI 16V          | 4:42:49                      | +52:00                       |                              |
| 8                              | Piotr Cekiera                | Tadeusz Betlej               | Honda Civic VTEC             | 4:50:57                      | +1:00:08                     |                              |
| 9                              | Oleg Rybak                   | Jan Koniecki                 | Lada Samara 2108             | 5:06:36                      | +1:15:47                     |                              |
| 10                             | Dariusz Marciniak            | Stefan Gramiak               | Mazda 323 4WD                | 5:09:34                      | +1:18:45                     |                              |